# Schubert Tódor
Schubert Tódor (Léva, 1886. augusztus 1. – Vác, 1956. október 5.) kultúraszervező, publicista.

## Élete
A gimnáziumot Léván, a kereskedelmi akadémiát és jogot Budapesten végezte.
Az első világháború alatt orosz fogságba esett és hat évig volt Szibériában. Hazatérését követően a lévai takarékpénztár munkatársa, később igazgatója (Lévai Első Bank r. t.) lett. A lévai magyar kulturális élet egyik fő szervezőjeként vált országosan ismertté. 1938-ban szervezésében került sor a János vitéz hatalmas tömegeket megmozgató, lévai szabadtéri előadására. Két évtizeden át oktatott a lévai nyilvános-jogú női kereskedelmi szaktanfolyamon. 1945 után kitelepítették Magyarországra.
1931-ben Reinel Jánossal együtt rendezte a csehszlovákiai magyar írók bemutatkozását a budapesti Liszt Ferenc Zeneművészeti Főiskolán. A Szlovenszkói Magyar Kultúregyesület és a Szlovenszkói Magyar Társadalmi Egyesületek Szövetségének vezetőségi tagja, a Szlovenszkói Magyar Színpártoló Egyesület alelnöke volt. A Lévai Casino igazgatója és a Lévai Sport Egylet ügyvezető elnöke volt. Tagja volt a lévai városi tanácsnak, a városi képviselőtestületnek, a pénzügyi és kulturális bizottságnak, a római katolikus iskolaszéknek. A helyi Vöröskereszt és a Lévai Dalárda alelnöke, a Kazinczy Társaság és a Toldy Kör választmányi tagja, a brünni Corvinia dominusa és a prágai Magyar Akadémikusok Körének tiszteletbeli tagja. A Széchenyi Magyar Kultúr Egyesület országos választmányának tagja.

## Elismerései
- 1939-től Magyar királyi kormányfőtanácsos[4]

## Művei
- 1935 A Lévai Casino 75 éves jubileumi emlékkönyve.
- 1940 A Lévai Takarékpénztár 75 éves története.

Szerkesztésében jelent meg a máig is forrásértékű Kisebbségi problémák (1937) című kötet.